# SN 2011as
SN 2011as – supernowa typu II odkryta 24 stycznia 2011 roku w galaktyce PGC0213287. W momencie odkrycia miała maksymalną jasność 19,10m.